# Nordglanz
Nordglanz ist eine aus dem Rechtsrock-Umfeld stammende National-Socialist-Black-Metal-Band aus Frankfurt am Main. Der Verfassungsschutz des Landes Hessen bezeichnet die Band im Verfassungsschutzbericht von 2006 als rechtsextreme Skinhead-Band, die Band selbst bezeichnet ihren Stil auf ihrer Homepage als „Thulean Nationalist Black Metal“.

## Geschichte
Nordglanz wurde Ende der 1990er-Jahre von dem wegen Volksverhetzung, Landfriedensbruchs, Nötigung und schwerer Körperverletzung vorbestraften Norbert „Njord“ Noleppa als ein Ein-Mann-Projekt unter dem Namen Hyperborean gegründet. Laut eigener Angaben erschien die erste Demoaufnahme mit dem Namen Hevn eller befrielse 1999.
Der erste Auftritt erfolgte im Jahr 2002, bis dahin waren auch Bassist und Schlagzeuger in die Band gekommen. Im selben Jahr wurde außerdem das Album Nordglanz eingespielt, das jedoch nicht offiziell erschien. Erst zwei Jahre später wurden Teile dieser Aufnahmen als Kassette unter dem Titel Völkermord in einer Auflage von 88 Kopien veröffentlicht.
Ende 2003 stieß ein Keyboarder zur Band und es folgten einige Auftritte, überwiegend in der RAC-Bewegung. Während dieser Zeit wurde die Band in Nordglanz umbenannt. 2004 entstand das Album Heldenreich, das Anfang 2005 erschien. Auf dem Album befinden sich mit den Titeln Leistet Widerstand! und Gates of Heaven Coverversionen von Frank Rennicke bzw. Absurd. Während der Titel  von Rennicke eindeutig politische Züge besitzt, handelt es sich bei dem Absurd-Cover lediglich um ein depressives und antichristlich angehauchtes Lied.
Ende 2005 verließ Bassist Felix die Band, um sich seiner eigenen Band Blutschuld zu widmen. Dieser wurde durch „Fußball“ von der Band Rachezug ersetzt. Zum anderen verließ der Schlagzeuger die Band. Er wurde durch Skil ersetzt. Im März 2006 wurde das nächste Album Kampfhymnen Germaniens aufgenommen, das im Sommer 2006 erschien. Nachdem die Aufnahmen abgeschlossen waren, verließ der Keyboarder die Band.
Im April 2006 wurde ein Konzert von Nordglanz, Oidoxie u. a. im Vorfeld von der Polizei verhindert. Im September 2006 ging die Band erneut ins Studio und nahm das Album Völkischer Schwarzmetall auf, das im Sommer 2007 erschien. Auf dem Album befindet sich mit Als die Alten jung noch waren wiederum eine Absurd-Coverversion. Unterdessen stieß im Frühjahr 2007 ein neuer Keyboarder namens Hardy zur Band. Im Juni 2009 erschien die Neuauflage des Albums Heldenreich. Die Neuauflage ist im Digipack erschienen und enthält neben den alten Liedern ein neu eingespieltes Bonuslied.

## Stil und Inhalte
Die Band selbst ordnet sich unter anderem durch den Titel ihres vierten Albums Völkischer Schwarzmetall dem Black Metal zu, wobei die Musik allerdings mehr in den Bereich Rock hineingeht. Der verzerrte Gesang entspricht jedoch wieder mehr dem Metal-Bereich.
Die Texte sind heidnischer Natur, thematisieren dabei aber auch oft historische Begebenheiten, vor allem den Zweiten Weltkrieg. So wird etwa in Wolgawinter die deutsche Ostfront beschrieben, wo „weit im Osten [die Soldaten] gegen die rote Macht“ kämpften. In Weiße Rose hingegen werden die Leistungen der Widerstandskämpfer negiert, die als „kleine Fische, die nach oben wollten“, „rote Gestalten“ beschrieben werden und laut der Band „das Land zerspalten“ wollten. Winston Churchill wird in Wotan strafe England als reiner Antigermanist beschrieben, der aus reinem Hass auf das deutsche Volk Angriffe durchführen ließ: „Die Schand’ von England / Ein Mörder zum Sir ernannt. / Schande über die Herren, / sie führten seine Mörderhand. / Deutsche Menschen hasste er, /so ist es bekannt.“ Im selben Lied wird auch Rudolf Heß als deutscher Friedensbringer und Märtyrer glorifiziert. Die Band bekennt sich offen zur rechtsextremen Szene.

## Nebenprojekte
Norbert Noleppa, Skil und Fußball spielen auch in dem Nebenprojekt Ahnenerbe, das musikalisch als Mischung zwischen Death Metal und RAC beschrieben wird. Außerdem spielt Noleppa mit Mitgliedern von Kraftschlag und Noie Werte in der Rechtsrock-Band Faust.

## Diskografie

### Demos
- 1999: Hevn eller befrielse (als Hyperborean)
- 2004: Völkermord (als Hyperborean)

### Alben
- 2002: Nordglanz (als Hyperborean)
- 2005: Heldenreich
- 2006: Kampfhymnen Germaniens
- 2007: Völkischer Schwarzmetall
- 2010: Von Helden und Händlern
- 2011: Weltenwende
- 2014: Fragmente von Einst
- 2016: Das sterbende Volk
- 2019: Werwolf Revolte (indiziert[3])
- 2023: Verdorrte Dornen stechen noch

### EPs
- 2004: Steht auf und kämpft (EP, indiziert[4])

### Split-Veröffentlichungen
- 2010: Vereint im Geiste – Vereint im Kampf Teil 2 (mit Words of Anger)
- 2019: Revolt Against a Modern World (mit Yaocuicatl)
- 2021: Sol Invicto (mit Paganland, Yaocuicatl und Paganblut)